# Stephen Stills (album)
Stephen Stills is het eerste soloalbum van Stephen Stills van de groep Buffalo Springfield en Crosby, Stills, Nash & Young. Het is het enige album waaraan allebei de gitaristen Jimi Hendrix en Eric Clapton meewerkten.

## Geschiedenis
Na het succesvolle album Déjà vu lastte de groep Crosby, Stills, Nash & Young een pauze in. Elk lid nam in 1970/1971 een soloalbum op: David Crosby met If I could only remember my name, Graham Nash met Songs for Beginners, Neil Young met After the gold rush en Stills met dit album. Atlantic Records bracht het op 16 november 1970 uit. Het album leverde een derde plaats in de Billboard-hitlijst voor popalbums op. In Nederland stond het zes weken in de voorloper van de Album Top 100 met tweemaal een vijfde plaats als hoogste notering. In het Verenigd Koninkrijk verkocht het ook goed: het album stond negen weken in de hitlijsten en piekte op de achtste plaats.
Met de single "Love the one you're with" bereikte Stills de veertiende plaats in de Amerikaanse hitlijst Billboard Hot 100. In Nederland haalde de single een 9e (Top 30) respectievelijk een 18e (Top 40) plaats. De tweede single, "Sit yourself down", piekte op de 35ste plaats (in Nederland haalde het de hitparades niet). 

## Liedjes

### Kant één
1. "Love the one you're with" – 3:04
2. "Do for the others" – 2:52
3. "Church (part of someone) – 4:05
4. "Old times good times" – 3:39
5. "Go back home" – 5:54

### Kant twee
1. "Sit yourself down" – 3:05
2. "To a flame" – 3:08
3. "Black queen" – 5:26
4. "Cherokee" – 3:23
5. "We are not helpless" – 4:20

## Musici
- Stephen Stills - zang, gitaar, basgitaar, piano, orgel, percussie
- Calvin Samuel - basgitaar
- Dallas Taylor - drums
- Conrad Isedor - drums
- Ringo Starr (op de albumhoes vermeld als "Richie") - drums op "To a Flame" en "We Are Not Helpless"
- Johnny Barbata - drums
- Jeff Whittaker - conga's

- Jimi Hendrix - gitaar op "Old Times Good Times"
- Eric Clapton - gitaar op "Go Back Home"
- Booker T. Jones - orgel
- Sidney George - fluit en altsaxofoon
- David Crosby - zang
- Graham Nash - zang
- John Sebastian - zang
- Rita Coolidge - zang

- Claudia Lanier - zang
- Cass Elliot - zang
- Henry Diltz - zang
- Liza Strike - zang
- Judith Powell - zang
- Larry Steele - zang
- Tony Wilson - zang
- Sherlie Matthews - zang

## Trivia
- Stephen Stills had net voor de opnamen het toenmalige huis van Ringo Starr gekocht;
- Tussen de opnamen en uitgifte van het album overleed Hendrix; Stills droeg het album toen aan hem op.